# .44 Bull Dog
El .44 Bull Dog fue un cartucho para revólver, fabricado desde 1880 hasta 1930. El cartucho solo se fabricó en los Estados Unidos.

## Cartucho
A finales del siglo XIX en Estados Unidos, una caja de cartuchos .44 Bull Dog costaba alrededor de $ 0.68, en comparación con los $ 0.90 de un solo cartucho .44 Webley. Los cartuchos .44 Bull Dog y .44 Webley siguieron comercializándose en los Estados Unidos hasta 1938 y 1939.